# Pterocomma italica
Pterocomma italica är en insektsart. Pterocomma italica ingår i släktet Pterocomma och familjen långrörsbladlöss. Inga underarter finns listade i Catalogue of Life.